# Richard Hovey

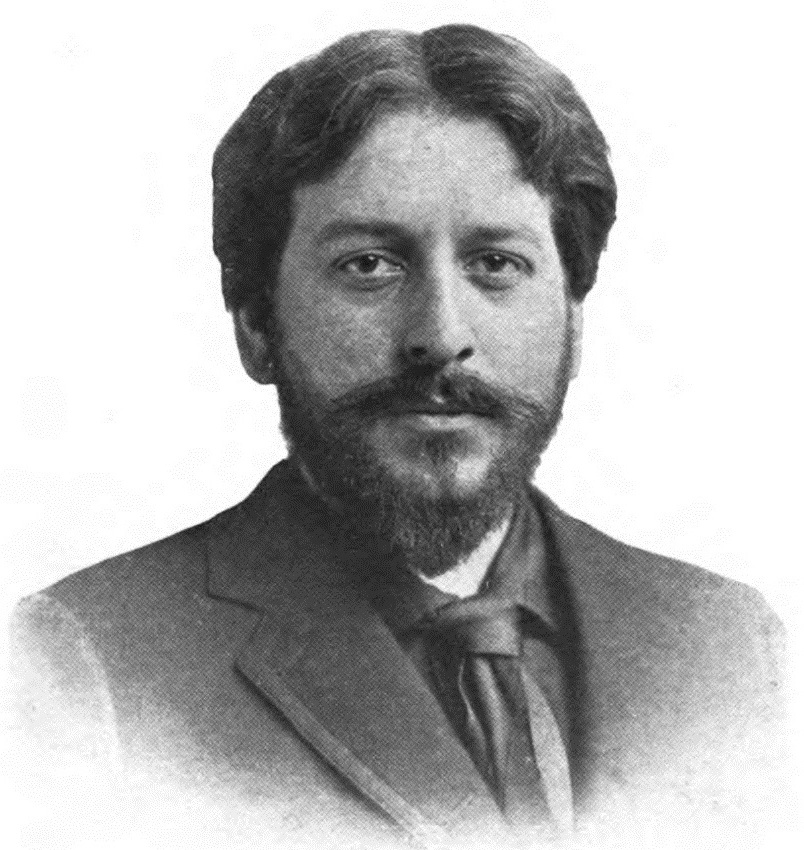
Richard Hovey

Richard Hovey (* 4. Mai 1864 in Normal, Illinois; † 24. Februar 1900 in New York City) war ein US-amerikanischer Dichter.

## Leben
Richard Hovey war einer der drei Söhne des Ehepaars Charles Edward Hovey und Harriette Farnham Spofford Hovey. Er absolvierte das Dartmouth College in New Hampshire und studierte in New York am General Theological Seminary. Danach arbeitete er an der Church of St. Mary the Virgin und lehrte später englische Literatur am Barnard College. Auch an der Columbia University hielt er Vorlesungen. Hovey war einer der ersten Schüler und Übersetzer Maeterlincks in den USA. Er schrieb in der Tradition Walt Whitmans und der elisabethanischen Dichter, orientierte sich aber auch an Verlaine und Mallarmé und versuchte, das Auftreten Oscar Wildes nachzuahmen.
Zusammen mit Bliss Carman, den er seit 1887 kannte, schrieb er drei Reihen von Songs from Vagabondia, die in den Jahren 1893, 1896 und 1900 herauskamen und heute meist höher geschätzt werden als seine Theaterstücke. Frederick Field Bullard vertonte ein Frühlingsgedicht aus diesen Zyklen. 1891 begann er Lancelot and Guenevere. A Poem in Dramas zu veröffentlichen. Dies sah er als sein Hauptwerk an. Insgesamt sollten in diesem Rahmen drei Trilogien mit insgesamt neun Schauspielstücken entstehen, von denen Hovey aber nur vier vollenden konnte. Das letzte Schauspiel, das er fertigstellen konnte, war Taliesin. A Masque. Es erschien im Jahr 1900 und war sehr umstritten.
Hovey heiratete im Jahr 1894 Henriette Russell, mit der er einen Sohn hatte.

## Richard Hovey House
Das Geburtshaus Hoveys in 202 West Mulberry Avenue in Normal, das aus den 1850er Jahren stammte, wurde später zur Gedächtnisstätte für den Dichter, erinnert aber auch an dessen Eltern, Charles Edward Hovey, der im Bürgerkrieg das Normal Regiment, das auch Brains Regiment genannt wurde, führte, und Harriette Farnham Spofford Hovey, die ebenfalls im Lehrberuf tätig war. Charles Edward Hovey hatte 1857 ein College zur Ausbildung von Schullehrern in Normal ins Leben gerufen und leitete diese Einrichtung bis zum Ausbruch des Krieges. Schon 1856 war er Präsident der Illinois State Teachers' Association geworden. Bald nach Kriegsende verkaufte er das Haus in Normal, das er gebaut hatte, und zog mit seiner Familie nach Washington, D.C., wo er sich als Jurist betätigte und 1897 starb.

## Trivia
Ein Schiff, das Hoveys Namen trug, wurde 1944 versenkt.
Der Text des Liedes "When The Ship Is Thinking" auf Bonapartes 2012 veröffentlichtem Album Sorry, We're Open entspricht fast wortgetreu Hoveys Gedicht "The Sea Gypsy".